# Mixocoel

Innere Anatomie eines Insekts. Das Mixocoel füllt den gesamten Leib und umgibt die Organe, die in ihm zirkulierende Hämolymphe wird durch das dorsale Herz (7) gepumpt

Das Mixocoel oder Haemocoel (von gr. μικτός – gemischt bzw. αίμα – Blut und κοιλία – Bauchhöhle) ist die Leibeshöhle der Gliederfüßer (Arthropoden). Es ist eine Vereinigung der primären Leibeshöhle (Blastocoel) mit der sekundären Leibeshöhle (Coelom) und wird daher auch als tertiäre Leibeshöhle bezeichnet. Das Coelom wird während der Embryonalentwicklung als Mesodermstreifen oder Coelomsäcke angelegt, nach Bildung der Muskulatur, der Blutgefäße inklusive des Herzschlauchs, des Fettkörpers und des Perikardialseptums lösen sich diese ursprünglichen Coelomstrukturen bis auf die Gonaden und die Sacculi der Nephridien auf oder werden, bei manchen Krebstieren, bis zum Kollaps zusammengedrückt. Als Folge vereinigen sich Blut und Coelomflüssigkeit zur Hämolymphe, die dann in einem offenen Blutkreislauf und in Lakunen in der Leibeshöhle zirkuliert und die Organe umspült. Die Aufgabe des Coeloms, das bei anderen Wirbellosen als Hydroskelett fungiert, könnte mit der Bildung des Exoskeletts bei den Gliederfüßern zusammenhängen.
Histologisch kann ein Mixocoel im voll ausgebildeten Zustand nicht von einem Pseudocoel, also einem Coelom ohne den Darm umgebende Membran, unterschieden werden. Auf sein Vorhandensein kann aber geschlossen werden, wenn einzelne Coelomraumreste bestehen bleiben.

## Nachweise
- Wilfried Westheide, Reinhard Rieger (Hrsg.): Spezielle Zoologie. teil 1: Einzeller und Wirbellose Tiere. 2. Auflage. Spektrum Akademischer Verlag, München 2007, ISBN 978-3-8274-1575-2, S. 191, 443.
- Haemocoel und Hydroskelett. Auf: spektrum.de, Lexikon der Biologie